# Tupoljev Tu-14
Tupoljev Tu-14 (NATO oznaka: Bosun, USAF/DOD oznaka: Type 35) je bil sovjetski dvomotorni reaktivni bombnik, razvit na podlagi Tu-73. Uporabljal se je kot torpedni bombnik in kot polagalec morskih min. Zgradili so okrog 150 letal, poleg Sovjetske zveze ga je uporabljala tudi Ljudska republika Kitajska. 

## Specifikacije (Tu-14)
Podatki iz Gunston, Tupolev Aircraft since 1922
Splošne karakteristike
- Posadka: 3
- Dolžina: 21,95 m (72 ft)
- Razpon kril: 21,69 m (71 ft 2 in)
- Višina: 5,69 m (18 ft 8 in)
- Površina kril: 67,36 m² (725 ft²)
- Teža praznega letala: 14930 kg (32914 lb)
- Naložena teža: 20930 kg (46046 lb)
- Maks. vzletna teža: 25350 kg (55866 lb)
- Pogon letala: 2 × Klimov VK-1 turboreaktivni motor, 26,5 kN (5950 lbf) vsak

 Zmogljivost 
- Maks. hitrost: 848 km/h (529 mph)
- Doseg: 2930 km (1820 milj)
- Višina leta: 11200 m (36745 ft)
- Obremenitev kril: 311 kg/m² (64 lb/ft²)
- Razmerje potisk/teža: 0,3

Oborožitev

- 2 × 23 mm NR-23 topova spredaj
- 2 × 23 mm NR-23 topova v zadnjem delu
- Do 3000 kg bomb, morskih min ali torpedov

Letalska elektronika

PSBN-M navigacijski radar